# Aechmea tessmannii
Aechmea tessmannii är en gräsväxtart som beskrevs av Hermann August Theodor Harms. Aechmea tessmannii ingår i släktet Aechmea och familjen Bromeliaceae. Inga underarter finns listade i Catalogue of Life.